# Ruwer
Die Ruwer (lat.: Erubris, Rubora) ist ein knapp 49 km langer, südlicher und orographisch rechter Nebenfluss der Mosel in Rheinland-Pfalz.
Sie ist ein Gewässer II. Ordnung von der Mündung in Trier-Ruwer bis zum Zufluss des Großbaches in Niederzerf.

## Geographie

### Verlauf
Die Ruwer entspringt am Forstort Ruwerspring am Südhang des Rösterkopfs im Osburger Hochwald auf einer Höhe von etwa 650 m ü. NHN.
Zunächst fließt sie in südlicher Richtung durch ein unbewohntes Tal, wechselt dann bei Kell am See ihre Laufrichtung nach
Südwesten und durchfließt danach diese Gemeinde. Anschließend nimmt sie nordnordwestlich von Waldweiler rechtsseitig den Lehbach auf, um dann Niederkell zu durchqueren, dann fließt ihr linksseitig nordwestlich von Mandern der Burkelsbach zu; ihr Lauf führt durch ein enges und bewaldetes Tal und erreicht den Zerfer Ortsteil Frommersbach, wo sie links vom Waldbach und kurz danach in Zerf auf der gleichen Seite vom Großbach gespeist wird.
Ab dort schlängelt sich die Ruwer in großen Schleifen nach Nordwesten und passiert dabei Hentern. Bei der Burg Heid fließt ihr von links der Klinkbach zu, bei Hinzenburg wird sie auf der anderen Seite von der Rauruwer verstärkt; nun fließt sie weiterhin in großen Schleifen mehr und mehr nach Norden: Bei Schöndorf mündet von rechts der Entergraben, dann zieht die Ruwer östlich an Pluwig und am Gusterath-Tal vorbei. Bei Sommerau bildet sie den Sommerauer Wasserfall, südlich von Waldrach fließt ihr dann rechtsseitig ihr größter Nebenfluss zu, die Riveris.
Nun läuft die Ruwer in nordnordwestlicher Richtung, passiert dabei Kasel, Mertesdorf und Trier-Eitelsbach und mündet schließlich in Trier-Ruwer auf einer Höhe von ungefähr 123 m ü. NHN von Süden und rechts in die dort aus West-Südwesten heranziehende Mosel.
Ihr 48,7 km langer Lauf endet so ungefähr 527 Höhenmeter unterhalb ihrer Quelle – damit hat sie ein mittleres Sohlgefälle von ca. 11 ‰.

### Einzugsgebiet
Das 237,3 km² große Einzugsgebiet der Ruwer liegt im westlichen Hunsrück und wird durch sie über die Mosel und den Rhein zur Nordsee entwässert.
Es umfasst weite Teile der ehemaligen Verbandsgemeinde Kell am See, der Verbandsgemeinde Ruwer und des Trierer Ortsbezirkes Ruwer/Eitelsbach und hat etwa 28.000 Einwohner.
Das Einzugsgebiet grenzt
- im Nordosten an das des Feller Bachs, der in die Mosel mündet
- im Osten an das der Kleinen Dhron, die über die Dhron in die Mosel entwässert
- im Südosten an das der Wadrill, die in die Prims mündet
- im Süden an das des Primszuflusses Wahnbach bei Waldweiler/Kell am See
- im Südwesten an das des Losheimer Bachs, der ebenfalls in die Prims mündet
- im Westen an das der Saar selbst, die in die Mosel mündet
- und im Nordwesten an das des Oleigenbachs, ebenfalls ein Zufluss der Mosel.

Im Einzugsgebiet der Ruwer liegt das FFH-Gebiet Ruwer und Seitentäler mit einer Größe von 43,31 km².

## Natur und Umwelt

### Fauna
In und an der Ruwer leben zahlreiche seltene und geschützte Arten, wie beispielsweise Mühlkoppe, Wasseramsel, Großer Schillerfalter und der Eisvogel.
Bis in die 1940er Jahre wurden noch Lachse in der Ruwer gefangen.

### Gewässerrandstreifenprogramm
Im März 1993 wurde die Ruwer mit Nebenbächen in das seit 1989 bestehende Gewässerrandstreifenprogramm des Bundesumweltministeriums (BMU) aufgenommen.
Das Ziel des Projektes war es, das Gewässersystem zu einer weitgehend naturnahen Gewässer- und Auenlandschaft zu entwickeln und dauerhaft zu sichern. Das Projekt lief bis zum Jahre 2004, die Kosten des Projektes beliefen sich auf etwa 6,8 Millionen Euro und wurden vom BMU, dem Land Rheinland-Pfalz, dem Landkreis Trier-Saarburg, den Verbandsgemeinden Kell am See und Ruwer sowie der Stadt Trier getragen.

### Kläranlagen
Kläranlagen im Einzugsgebiet der Ruwer befinden sich bei
Greimerath, Mandern, Heddert, Zerf, Hentern, Steinbachweier-Benratherhof, Lampaden und Mertesdorf.

## Mühlen
Im Bereich der Ruwer gibt es oder gab es einige Mühlen:
Alte Mühle Kell am See,
Mühlscheider Mühle am Kahlbach,
Schillinger Mühle am Lehbach,
Mühle Niederkell,
Unterste Mühle am Burkelsbach,
Sägemühle am Burkelsbach,
Mühle Waldweiler,
Niederzerfer Mühle an der Ruwer,
Mühle Hauser an der Ruwer,
Mühle am Großbach in Zerf,
Kramesmühle Hentern,
Mühle Hentern,
Lampadener Mühle am Reiperter Bach,
Benrather Mühle am Klinkbach,
Burg Heider Mühle,
Hinzenburger Mühle,
Hedderter Mühle an der Rauruwer,
Mühle bei Ollmuth (Geizenburger Mühlchen),
Pluwiger Hammer,
Mühle am Enterbach,
Raulsmühle bei Lonzenburg,
Mühle in Gusterath-Tal,
Mühle in Sommerau und weitere Mahlmühle,
Korlinger Mühle,
Herrgottsmühle (Morscheider Mühle),
Studentenmühle,
Lichtenthalsmühle,
Schleifmühle an der Riverismündung in Waldrach,
Schmelzmühle Waldrach, Schneidemühle/Lauers Mühle Riveris, Riveriser Mühle, Feilensmühle Riveris, Untere und Obere Osburger Mühle an der Riveris,
Alte Dorfmühle Waldrach (Scherfsmühle),
Ölmühle,
Welschmühle Waldrach,
Mühle in Kasel,
Reisenmühle, Schippertsmühle/Karlsmühle Mertesdorf,
Grünhäuser Mühle,
Hüstermühle Trier-Ruwer,
Lambertysmühle, Felsenmühle,
u. a.

## Geschichte
Der Name lässt sich auf ein indogermanisches *Ruuara zurückführen, was so viel wie ‚die Aufreißende‘ bedeutet. Passend dazu wurde die Ruwer 371 n. Chr. von dem römischen Dichter Ausonius in dem Gedicht Mosella wie folgt erwähnt: „Die Ruwer dreht in schwindelnden Wirbeln die kornzermahlenden Steine und zieht die kreischenden Sägen durch glatte Marmorblöcke.“
Über die Römische Ruwerwasserleitung erhielt die römische Stadt Trier (Augusta Treverorum) bis zu 25.000 Kubikmeter Wasser pro Tag.
Ab 1720 wurde die Ruwer zum Abtransport des Hochwald-Holzes in die Mosel genutzt.
Zu dieser Zeit entstanden zahlreiche Schwemmweiher wie zum Beispiel der Siebenbornweiher südlich von Mandern.

## Weinbau
An gewissen Steillagen der Ruwer wird der Ruwerwein angebaut, führendes Gewächs ist hier der Riesling, von hier eine teils hochpreisige und international bekannte Marke.

## Wassersport
Am Unterlauf ist die Ruwer im Frühjahr und nach starken Regenfällen auch mit dem Kajak fahrbar.